# حكاية 3 بنات (فلم)
حكاية 3 بنات (بالإنجليزية: Story of 3 girls)، هو فيلم سينمائى كوميدي رومانسي مصري، إنتاج سنة 1968 إخراج: محمود ذو الفقار، تأليف: السيد بدير تمثيَل: سعاد حسني، حسن يوسف، شمس البارودي، محمد رضا، سامية شكري، يوسف فخر الدين.

## قصة الفيلم
تدور أحداث الفيلم حول ثلاث فتيات (شهيره سعاد حسني ـ شمس البارودي ـ سامية شكري) ولكل واحدة منهن طموحها، شهيره تتوق إلى الثراء والشهرة دون الاهتمام بالمبادئ والقيم. ويحاول الثري صاحب فرقه الفنون الشعبية التي تعمل بها الارتباط بها رغم زواجه الأربع، امل سكرتيرة تسعى لتتزوج من رئيسها بالرغم من زوجته وأولاده، أما رجاء فهي تحكم عقلها في كل تصرفاتها وتستفيد من تجارب الآخرين فهي تقع في حب رأفت.

## فريق العمل
- إخراج: محمود ذو الفقار
- تأليف: السيد بدير
- تمثيل:
- سعاد حسني شهيره
- حسن يوسف
- شمس البارودي
- محمد رضا
- سامية شكري
- يوسف فخر الدين
- عادل إمام
- فيفي يوسف
- عماد حمدي
- نادية سيف النصر
- علية عبد المنعم
- حسين إسماعيل
- بليغ حبشي
- سيد عبد الله

## روابط خارجية
- مقالات تستعمل روابط فنية بلا صلة مع ويكي بيانات